# British Home Championship 1976
De British Home Championship van 1976 was de 81e editie van de British Home Championship. Het toernooi werd gehouden van 6 mei tot en met 15 mei 1976. Schotland werd kampioen.

## Eindstand
| Team          | Gsp | W | G | V | DV | DT | DS | Ptn |
| ------------- | --- | - | - | - | -- | -- | -- | --- |
| Schotland     | 3   | 3 | 0 | 0 | 8  | 2  | +6 | 6   |
| Engeland      | 3   | 2 | 0 | 1 | 6  | 2  | +4 | 4   |
| Wales         | 3   | 1 | 0 | 2 | 2  | 4  | –2 | 2   |
| Noord-Ierland | 3   | 0 | 0 | 3 | 0  | 8  | –8 | 0   |

## Wedstrijden
|                                                 |                                                     |       |                            |                                                                                 |
| 6 mei 1976 «onderlinge duels» 19:30 uur (UTC+1) | Schotland                                           | 3 – 1 | Wales                      | Hampden Park, Glasgow Toeschouwers: 25.466 Scheidsrechter: Malcolm Wright (NIR) |
| 6 mei 1976 «onderlinge duels» 19:30 uur (UTC+1) | Willie Pettigrew 39' Bruce Rioch 44' Eddie Gray 69' |       | 61' (pen.) Arfon Griffiths | Hampden Park, Glasgow Toeschouwers: 25.466 Scheidsrechter: Malcolm Wright (NIR) |

|                                                 |       |                  |          |                                                                                |
| 8 mei 1976 «onderlinge duels» 15:00 uur (UTC+1) | Wales | 0 – 1            | Engeland | Ninian Park, Cardiff Toeschouwers: 24.592 Scheidsrechter: Bobby Davidson (SCO) |
| 8 mei 1976 «onderlinge duels» 15:00 uur (UTC+1) |       | 58' Peter Taylor |          | Ninian Park, Cardiff Toeschouwers: 24.592 Scheidsrechter: Bobby Davidson (SCO) |

|                                                 |                                                      |       |               |                                                                               |
| 8 mei 1976 «onderlinge duels» 15:00 uur (UTC+1) | Schotland                                            | 3 – 0 | Noord-Ierland | Hampden Park, Glasgow Toeschouwers: 49.897 Scheidsrechter: Tom Reynolds (WAL) |
| 8 mei 1976 «onderlinge duels» 15:00 uur (UTC+1) | Archie Gemmill 23' Don Masson 47' Kenny Dalglish 52' |       |               | Hampden Park, Glasgow Toeschouwers: 49.897 Scheidsrechter: Tom Reynolds (WAL) |

|                                                  |                                                                               |       |               |                                                                                 |
| 11 mei 1976 «onderlinge duels» 19:45 uur (UTC+1) | Engeland                                                                      | 4 – 0 | Noord-Ierland | Wembley Stadium, Londen Toeschouwers: 48.000 Scheidsrechter: Clive Thomas (WAL) |
| 11 mei 1976 «onderlinge duels» 19:45 uur (UTC+1) | Gerry Francis 34' Mick Channon 35' (pen.) Stuart Pearson 63' Mick Channon 75' |       |               | Wembley Stadium, Londen Toeschouwers: 48.000 Scheidsrechter: Clive Thomas (WAL) |

|                                                  |                    |       |               |                                                                          |
| 14 mei 1976 «onderlinge duels» 19:00 uur (UTC+1) | Wales              | 1 – 0 | Noord-Ierland | Vetch Field, Swansea Toeschouwers: 9.935 Scheidsrechter: Ken Burns (ENG) |
| 14 mei 1976 «onderlinge duels» 19:00 uur (UTC+1) | Leighton James 24' |       |               | Vetch Field, Swansea Toeschouwers: 9.935 Scheidsrechter: Ken Burns (ENG) |

|                                                  |                                   |       |                  |                                                                                 |
| 15 mei 1976 «onderlinge duels» 15:00 uur (UTC+1) | Schotland                         | 2 – 1 | Engeland         | Hampden Park, Glasgow Toeschouwers: 85.167 Scheidsrechter: Károly Palotai (HUN) |
| 15 mei 1976 «onderlinge duels» 15:00 uur (UTC+1) | Don Masson 17' Kenny Dalglish 49' |       | 11' Mick Channon | Hampden Park, Glasgow Toeschouwers: 85.167 Scheidsrechter: Károly Palotai (HUN) |